# Lutrebois
Lutrebois (Lauterbaach en luxembourgeois, Lauter-bach en allemand, Lutrubwè en wallon) est un village de l'ancienne commune de Villers-la-Bonne-Eau. Avec Villers-La-Bonne-Eau, il fait aujourd'hui partie de la commune de Bastogne dans la province de Luxembourg (Région wallonne de Belgique).

## Le village au fil de l'histoire
Par sa situation géographique, Lutrebois a son histoire principalement liée à celle de la ville de Bastogne. Le village est situé dans la première couronne de villages autour de la ville, à 5 km au sud. Losange (2 km) et sa seigneurie au Moyen Âge ainsi que Villers-la-Bonne-Eau (3 km) et sa cure paroissiale colorent localement la vie des habitants.
Lutrebois fait partie du bassin du Rhin. Son ruisseau a sa source au cœur du village et se jette dans la Sûre en dessous de l’ancien hameau de Romeldange.
Au plan archéologique, quelques haches ont été découvertes dans la région, en particulier la hache « du fond de bois Tagnon » retrouvée entre Lutrebois et Lutremange lors de travaux de défrichement.
Au IIIe siècle av. J.-C., on trouve, aux sources de la Haute-Sûre, les Sègnes (Segni), une tribu celte ou germanique selon Jules César dans son Commentaires sur la Guerre des Gaules, Livre VI, 32. Elle est située entre les Eburons et les Trévires. Les Sègnes vivent de la forêt, de l’élevage et de la culture de terres défrichées dans des hameaux espacés de 4 ou 5 km.
Au XIe siècle, on trouve mention de la seigneurie de Losange. Vers 1040, elle fut acquise par l'abbaye de Stavelot sous l'empereur Henri III et la prélature de l'abbé Poppon.
En 1443, le duché de Luxembourg, constitué depuis 1335, est cédé aux États Bourguignons à la suite d'endettements successifs.
Une trace écrite de Lutrebois se rencontre sur un registre de 1469, le « Chasse-ménages de la prévôté de Bastogne » dressé pour le duc de Bourgogne, Charles le Téméraire. Lutrebois (Luterbay) fait partie à cette date de la mairie de Doncols. Cette mairie, gouvernée à l'époque par un mayeur et deux échevins, était redevable d'un fermage à la prévôté de Bastogne dont elle était soumise pour la moyenne et la haute justice. Doncols comprend, avec Lutrebois, les hameaux et villages de Sonlez (Soller), Grumesaux (Grümelscheid), Nortenge (Noertrange), Wanderlez (Wanderley), Herlez (Berlé), Hardelange (Harlange), Wartrenge (Watrange), Tarchamps, Bra (Bras), Harzy, Wardeim (Wardin), Nevel (Neffe), Pisory (Bizory), Luserie (Luzery), Mons (Mont), et Marvie. Le document recense à cette époque pour Lutrebois 10 maisons et un franc-homme.
On apprend l'existence d'un moulin au XVIe siècle et le nom de quelques habitants grâce aux archives du Château de Losange : « Le 31 juillet 1531, en présence de Jean Henrion, de bras, établi lieutenant prévôt, Jean Darimont, Robert de Recogne (Recougne), Henry de Vaulx, Guillaume Stolpert, Jean Billart et Henry Deschamps, hommes de la Salle de Bastogne, Jean Wathelez, de Lutrebois et Marie, sa femme, Henri Wathelez et Catherine Collignon Wathelez et Jeannette, Collez et sa femme, Françoise, Jean Wathelez le jeune, Peith Catherine et Jeannette, célibataires vendent à Robert de Vaulx, lieutenant-prévôt de Bastogne, leur moulin et ses dépendances avec le cours d'eau à Lutrebois, pour le prix de 60 écus au soleil. Cette somme est destinée à payer les dettes laissées par leurs parents ».
On a l'identité d'un franc-homme du village, d'abord dans une lettre du 18 novembre 1576 mentionnant Joseph Kawet; ensuite celle de Jean Cawet en 1596, le même cité à Bastogne le 10 juillet 1613.
En 1628, François de Vaulx, prévôt de Bastogne, achète les droits seigneuriaux à Losange. La seigneurie se compose alors des hameaux de Lutrebois, Watungen (Watrange), Harlingen (Harlange), Boulaide et Livarchamps. Disposant uniquement de la rente foncière au départ, la seigneurie sera une juridiction haute jusqu'en 1794.
En 1763, Jean Henri Louis, résidant à Lutrebois, requit auprès de l’impératrice Marie-Thérèse d'Autriche d’être fait bourgeois forain de Bastogne. Marié à une fille de bourgeois de Bastogne, fils d’un bourgeois d’Houffalize, il obtint satisfaction "sans trop de peine, même si certains en la prévôté contestaient son droit à la bourgeoisie".
L'annexion par la France de nos régions en 1795 conduira à une refonde des mairies. Losange, Villers-la-bonne-eau, Lutremange, La Haye, Chiversoux, Remoifosse et Livarchamps quittent la mairie de Hotte, tandis que Lutrebois quitte celle de Doncols pour former ensemble une nouvelle commune autour de Villers-la-bonne-eau. La commune est intégrée à l'arrondissement de Sibret et à la sous-préfecture de Neufchâteau dans le nouveau département français des forêts avec Luxembourg comme chef-lieu.
Après la défaite napoléonienne de Waterloo et le congrès de Vienne de 1815, le Royaume des Pays-Bas est réunifié sans le duché de Luxembourg, qui, bien que sous la régence de Guillaume d'Orange-Nadeau, reste indépendant et est élevé au titre de grand-duché dans la Confédération germanique  (Deutscher Bund) avec une garnison prussienne à Luxembourg. Les excès du souverain néerlandais et la révolution belge de  1830 divisent les Luxembourgeois germanophones. Les grandes puissances élaborent, le 14 novembre 1831, le traité dit des XXIV articles prévoyant la scission du Luxembourg. La séparation n'est qu'effective qu'en 1839, après le traité de Londres. Le territoire de Lutrebois se voit border cette nouvelle frontière en intégrant la nouvelle province belge de Luxembourg avec Arlon comme chef-lieu et Bastogne comme arrondissement.
Lutrebois demeure dans la commune de Villers-la-Bonne-Eau jusqu'en 1977, date de sa fusion avec Bastogne. Son dernier bourgmestre est le comte Patrick dUdekem d'Acoz. L'école communale est fermée à cette époque où le village compte 18 maisons pour 70 habitants.

## La chapelle Saint-Thibaut
Une petite chapelle est mentionnée dès 1770 au centre du village, sur le flanc nord. La chapelle est rattachée à l'église de Villers-la-Bonne-Eau. La paroisse de Villers-la-Bonne-Eau est desservie depuis le milieu du 13è par les Chanoines du prieuré Ste Catherine à Houffalize. Ces chanoines suivent la Règle de St Augustin. Ils occuperont la cure jusqu'en 1794. La paroisse est liée à l'église mère de Nives qui fait partie du concile (doyenné) de Bastogne. Le concile de Bastogne est dans la partie sud du diocèse de Liège, appelée archidiaconé d'Ardenne.
La paroisse quitte le diocèse de Liège en 1803 à la suite de la création du département des forêts sous l'occupation française. Elle rejoint ainsi la juridiction ecclésiastique du diocèse de Metz en étant liées aux paroisses du nouveau canton de Sibret dont la cure de Nives reste le centre. Sous Napoléon, la chapelle de Lutrebois est fermée en 1807 en raison de son « inadaptation » à recevoir la population pour le culte divin. La chapelle castrale de Losange reste quant à elle desservie. En 1823, le village, avec le territoire du Luxembourg quitte le diocèse de Metz pour rejoindre celui de Namur. Après l’indépendance de la Belgique, la chapelle Saint-Thibaut est réhabilitée, le 6 juin 1834. La paroisse est intégrée au doyenné de Nives en 1837
En 1871, une chapelle plus grande est construite cette fois côté sud de la vallée. Les peintures sont réalisées en 1920. L’annexe de la sacristie est terminée en 1929. Détruite à l’offensive de décembre 1944, la chapelle est rebâtie en amont en 1957, perpendiculaire à la route. Elle est rectangulaire à pans coupés. L’édifice compte une sacristie située du côté sud du chœur et un jubé au-dessus du hall d’entrée. En 1979, la paroisse de Villers-la-bonne-Eau quitte le doyenné de Sibret dont elle fait partie depuis 1920 et est incorporée au doyenné de Bastogne. Avec la participation du fond des dommages de guerre, les vitraux de la chapelle sont replacés en 1985. La cure paroissiale est occupée pour la fonction jusqu'en 2007.
À la chapelle de Lutrebois, comme au cimetière local, sont rattachés les villages de Remoifosse et de Losange.

## Lutrebois au cœur de la bataille des Ardennes
Si l’encerclement de Bastogne est connu comme un des lieux névralgiques de la bataille des Ardennes de décembre 1944, Lutrebois, situé à 5 km au sud sur une ligne de front des plus disputée, est un village meurtri au regard de l’acharnement des troupes allemandes. Libre depuis septembre 1944 de quatre années d’occupation, les habitants sont de nouveau sous le joug allemand dès le 19 décembre lors de l’offensive du maréchal Gerd von Rundstedt. L’envahisseur n’est repoussé définitivement que le 4 janvier 1945.
Le mardi 19 décembre 1944 les blindés américains sont positionnés sur les hauteurs nord de Lutrebois. Face à l’attaque allemande, ils opèrent un repli stratégique sur Marvie et au nord de Remoifosse pour défendre les hauteurs de Bastogne. Le village est assiégé le jour même. Il est une première fois libéré le 29 décembre de la 5e division parachutiste allemande par la 35e division d’infanterie américaine du général G.S. Patton. Les Américains arrivent à Lutrebois après la prise du château de Losange et la conquête difficile des bois séparant les deux localités. Face à la percée américaine et à l’établissement d’un corridor avec Bastogne, le général H. E. von Manteuffel lance une opération tenaille destinée à couper la N4. Situé à moins d’un kilomètre de la Nationale, Lutrebois est un point stratégique. La 167e division de la volksgrenadiere et la 1re division blindée S.S., en renfort, reprennent le village dès le 30 décembre. Il s’ensuit un déluge de feu dans cette poche d’Harlange, Lutremange, Villers-La-bonne-Eau et Lutrebois car l’épaisseur de la couche de neige, le verglas et les escarpements fortement boisés constituent une difficulté pour la reconquête du terrain par l’armée américaine<. Le village change de mains à plusieurs reprises. Les terres sont labourées par les obus, les bois déchiquetés, les maisons démolies. Cinq maisons subsistent à Lutrebois, les deux-tiers ont été détruites. Le 3 janvier 1945, le village, occupé au deux-tiers, est encore une ligne de front. Le jeudi 4, il est définitivement libéré par la 3e armée américaine.
Les habitants de Lutrebois vivent des moments providentiels comme le bombardement de la chapelle le jour de Noël, quelques instants après que des civils l’aient quittée. Il en est un autre, le 31 décembre 1944 pour Ernest Zevenne, 35 ans, lorsque le lieutenant allemand Werner Kuln pénètre dans sa maison, route de Villers, où il est en compagnie de Marcel Colson, 37 ans. Le S.S., pistolet en main, les fait monter par le chemin qui conduit au château de Losange. Lorsqu’il charge son pistolet, Ernest Zevenne bondit dans la campagne enneigée. Son ami, lui, est abattu sur le coup. En 1946, Mr. Zevenne, reconnaît, sans hésitation au tribunal militaire de Dachau, le criminel nazi au milieu de quarante autres. Kuln est condamné à mort. Mais Lutrebois connaît aussi des familles touchées par le deuil. Le 2 janvier, Marie Kemp, 54 ans, son frère Edouard, 58 ans, et sa fille Gilberte, 15 ans, tous les trois sont tués par un obus qui traverse une voûte bétonnée de l’étable. Parmi les victimes, on doit ajouter également Ghislain Louis, 24 ans et fils unique, décédé en mars à la suite d’une longue fièvre. Enfin, en août 45, Edouard Desset, 40 ans et père de trois enfants, est victime d’un éclat d’obus lors de la destruction à l'explosif d'un mur de maison dans le village,.
Un monument en hommage à la 35e division d’infanterie américaine a été érigé entre Villers-la-bonne-Eau et Lutremange en souvenir des durs combats de la poche d’Harlange, encore appelée triangle de la désolation. A proximité, le long de la même route, se trouve une croix à la mémoire des défunts de la paroisse décédés durant l’offensive.

## La reine Mathilde de Belgique et Lutrebois
La reine Mathilde d'Udekem d'Acoz a été baptisée en la chapelle de Lutrebois le dimanche 11 février 1973, fête de Notre-Dame de Lourdes, par l'abbé Jean Godenir, curé de Villers-La-Bonne-Eau. Une épitaphe située près de l'autel de la Vierge rappelle l'évènement.
Plusieurs membres de la famille de la reine Mathilde de Belgique sont enterrés au cimetière de la localité : son père, le comte Patrick d'Udekem d'Acoz (+2008) et sa sœur Marie-Alix (+1997). Sont présents également ses grands-parents maternels : le comte Léon Michaël Komorowski (+1992) et son épouse, la princesse Zophia Maria Sapieha (+ 1997).

## Nature
Le sentier de grande randonnée 15 traverse Lutrebois.